# ヤング・ドロー
ヤング・ドロー（英: Young Dro、本名: D・ジュアン・ハート、1979年1月15日 - ）はアメリカ合衆国ジョージア州アトランタ出身のラッパー、ヒップホップアーティスト。2006年の楽曲「Shoulder Lean」のロングヒットで知られている。

## 略歴
2006年8月29日、メジャーデビューとなる2作目のアルバム『Best Thang Smokin』をリリース。T.I.をフィーチャーした楽曲「Shoulder Lean」がヒットし2xプラチナディスクに認定された。
2013年10月15日、3作目のアルバム『High Times』をリリースした。

## ディスコグラフィ
スタジオ・アルバム
- I Got That Dro (2001年)
- Best Thang Smokin' (2006年)
- High Times (2013年)
- Da Reality Show (2015年)
- Da' Real Atlanta (2017年)